# 林秀美
林 秀美（はやし ひでみ）は、日本の実業家。1951年福岡県粕屋郡宇美町生まれ。1975年、ゼンリン入社。代表取締役副社長などを歴任。2000年からゼンリンデータコム代表取締役社長、会長。2015年、(株)コンピュータサイエンス研究所設立。現在同社代表取締役社長。

## 概要
1982年から十数年に亘り、株式会社ゼンリンの地図のデジタル化を主導推進した。地図データベース制作自動化システム開発で石川賞を受賞。またカーナビ事業においてカーメーカーとの戦略的な提携を進める一方で、グローバル展開を図るために欧米に海外法人を設立などゼンリンの拡大発展に貢献した。2000年には(株)ゼンリンデータコムを創立し世界に先駆けて携帯電話の地図サービス事業を立ち上げ、カーナビを対象にした通信情報サービス事業に発展させた。2007年から7年間、北九州市立大学大学院マネジメント研究科(ビジネススクール)教授として教鞭をとり「戦略的提携と新規事業の創造」の講義をおこなっている。2015年に(株)コンピュータサイエンス研究所を自身で設立し、現在、ヒトとクルマ、ヒトとロボットなどの自然な会話を実現する自然言語処理エンジンの開発や視覚障がい者歩行支援アプリ「Eye Navi」の開発等に取り組んでいる。
プライベートでは2002年に親交のある片山右京とパリダカールラリーに出場。北九州を本拠地とするJリーグチームギラヴァンツ北九州創立時のクラブ代表を務めた。Team UKYOチャレンジスクール教頭。趣味は登山。ゴルフ。サッカー。競馬。
主な論文・著書等
1．「自動車用ナビゲーションシステムの現状と将来展望」共著　武蔵野書房1991
2．「コンピュータマッピング」坂内正夫、角本繁、太田守重、林秀美　昭晃堂、 1992
3．「クルマがパートナーとなる日」国際自動車会議　2001 
4．「21世紀の地図とナビゲーション」今井修、太田弘、林秀美　三田評論2002
6．「地図屋のＩT革命」経営哲学学会　2007
7.「デジタル地図の開発とその発展」統計情報セミナー2008
8.「住宅地図データベースの開発とカーナビの歴史」国際地図学会2008 
9．「震災後の街に命を吹き込む地図」地図学会2011
11.「多言語道案内システム（ロボナビマップ）の開発」　旅行学会2017
12.「地図の事典」共著　日本地図学会監修　朝倉書店　2021　
13.「視覚障がい者歩行支援アプリＥye Ｎaviの開発」日本地図学会2023

## 略歴
- 1975年 -  慶応義塾大学法学部政治学科卒。ゼンリン入社
- 1982年 -  研究開発室長（電子地図の開発着手）
- 1984年 - （カーナビ地図の開発着手）
- 1987年 -  ゼンリン研究開発部長
- 1992年 -  ゼンリン営業本部副本部長
- 1995年 -  ゼンリン取締役ナビ事業本部副本部長
- 1997年 -  ゼンリン常務取締役電子地図本部本部長
- 2000年 -  ゼンリンデータコム代表取締役社長
- 2001年 -  ゼンリン代表取締役副社長
- 2007年 -  北九州市立大学大学院マネジメント研究科教授
- 2007年 -  ゼンリンデータコム代表取締役会長 兼 CEO
- 2008年 -   東京大学生産技術研究所次世代モビリティ研究センター(ITSセンター)研究顧問
- 2014年 -  ゼンリンデータコム顧問
- 2015年 -  コンピュータサイエンス研究所代表取締役社長(現任）注１